# Tour della nazionale maschile di rugby a 15 della Francia 1949
Nel 1949 per la prima volta una nazionale ufficiale europea si recò in visita in Argentina per disputare incontri ufficiali di rugby.
Fu la Francia a sbarcare a Buenos Aires nell'agosto 1949.
Tra le stelle francesi vi erano Jean Prat e Robert Soro.

## Il team
- R. Crabosc (Capo delegazione)
- A. Jauréguy (Comm. Tecnico)
- G. Basquet (Capitán)
- Pierre Aristouy
- Yves Bergougnan
- Noel Baudr
- Eugene Buzy
- Lucien Caron
- Francis Desclaux
- Gerard Dufau
- Pierre Dizabo
- Henri Dutrain
- Robert Geneste
- Marcel Jol
- Robert Lacrampe
- Jean Lassegue
- Paul Lasaosa
- Jean Matheu
- Alban Moga
- Andre Moga
- Lucien Martin
- Jean Prat
- Michel Pomathios
- Robert Soro
- Maurice Terreau.

## Risultati
Da segnalare che tra i due test match venne disputato un incontro di esibizione tra due squadre miste formate entrambe di giocatori francesi ed argentini.
Molti arbitri erano in realtà dei britannici residenti in Argentina.
| Buenos Aires 7 agosto 1949 | Provincia | 3 – 19 | Francia XV | Estadio G.E.B.A.\| Arbitro: \| T.Blades \| |
| Arbitro:                   | T.Blades  |        |            |                                            |

| Buenos Aires 12 agosto 1949 | CASI-SIC | 3 – 21 | Francia XV | Estadio G.E.B.A.\| Arbitro: \| J.Knox \| |
| Arbitro:                    | J.Knox   |        |            |                                          |

| Buenos Aires 14 agosto 1949 | Club Fundadores | 3 – 26 | Francia XV | Estadio G.E.B.A.\| Arbitro: \| O.A. Noon \| |
| Arbitro:                    | O.A. Noon       |        |            |                                             |

| La Plata 15 agosto 1949 | La Plata     | 3 – 21 | Francia XV | \| Arbitro: \| S. N. Oerton \| |
| Arbitro:                | S. N. Oerton |        |            |                                |

| Buenos Aires 17 agosto 1949 | Pucarà    | 0 – 16 | Francia XV | Estadio G.E.B.A.\| Arbitro: \| T. Blades \| |
| Arbitro:                    | T. Blades |        |            |                                             |

| Buenos Aires 21 agosto 1949 | Capital | 3 – 20 | Francia XV | Estadio G.E.B.A.\| Arbitro: \| J. Knox \| |
| Arbitro:                    | J. Knox |        |            |                                           |

| Paraná 24 agosto 1949 | C.A. Estudiantes | 0 – 14 | Francia XV | \| Arbitro: \| O. A. Noon \| |
| Arbitro:              | O. A. Noon       |        |            |                              |

| Arbitro: | J. Knox |

|  |           |                          |
|  | Marcatori | mete: Caron trasf.: Prat |

| Buenos Aires 30 agosto 1949 | Blancos    | 24 – 14 | Colorados | Estadio G.E.B.A.\| Arbitro: \| S.N.Oerton \| |
| Arbitro:                    | S.N.Oerton |         |           |                                              |

| Arbitro: | O.A. Noon |

|             |           |                                             |
| mete: Palma | Marcatori | mete: Pomathios, Prat c.p.: Prat Drop: Prat |